# Рационал

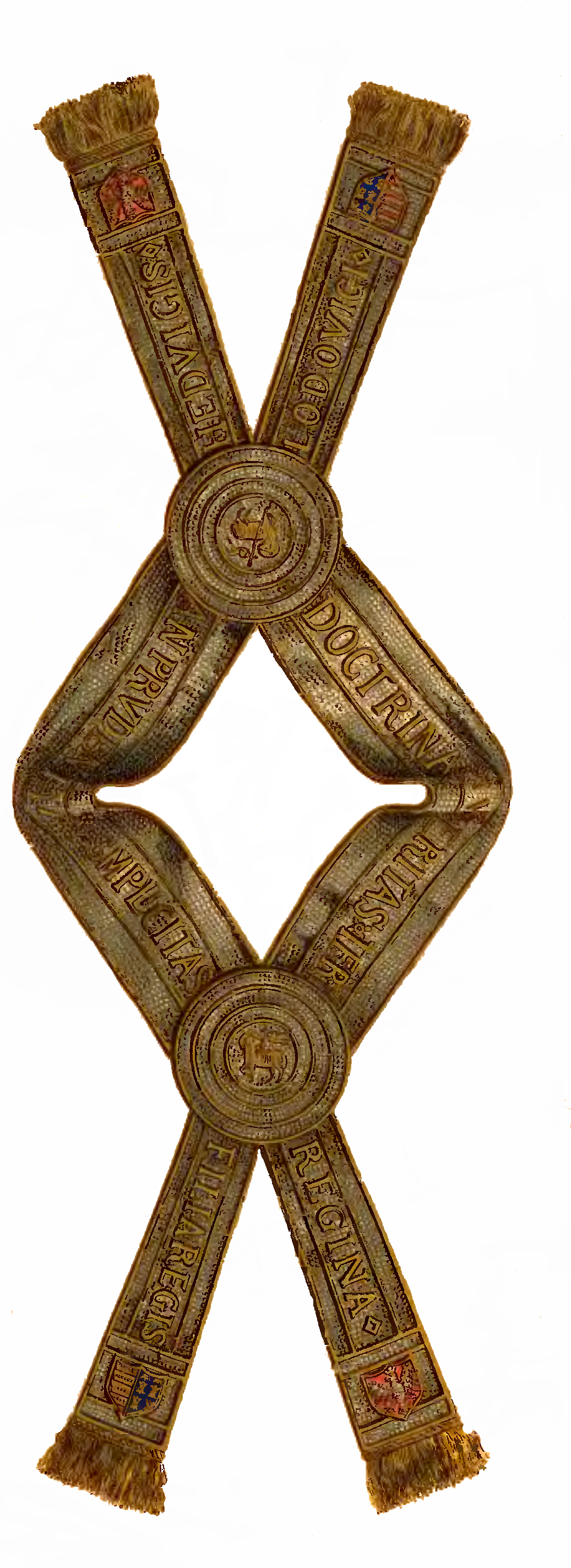

Рационал — элемент облачения католического епископа. Воротник-оплечье, украшенный лентами. Носится поверх казулы, подобно паллию. После II Ватиканского собора не используется, за исключением епископов Айхштета, Падерборна, Туля и Кракова.
Рационал Краковского епископа отличается от прочих формой — две ленты, спускающиеся с плеч и пересекающиеся на груди и на спине, скрепленные в местах пересечения медальонами.